# Gmina związkowa Wallhalben
Gmina związkowa Wallhalben (niem. Verbandsgemeinde Wallhalben) – dawna gmina związkowa w Niemczech, w kraju związkowym Nadrenia-Palatynat, w powiecie Südwestpfalz. Siedziba gminy związkowej znajdowała się w miejscowości Wallhalben. 1 lipca 2014 gmina związkowa została połączona z gminą związkową Thaleischweiler-Fröschen tworząc nową gminę związkową Thaleischweiler-Fröschen-Wallhalben.

## Podział administracyjny
Gmina związkowa zrzeszała dwanaście gmin wiejskich:
1. Biedershausen
2. Herschberg
3. Hettenhausen
4. Knopp-Labach
5. Krähenberg
6. Obernheim-Kirchenarnbach
7. Saalstadt
8. Schauerberg
9. Schmitshausen
10. Wallhalben
11. Weselberg
12. Winterbach (Pfalz)